# Route nationale 78 (Estonie)
Pour les articles homonymes, voir Route nationale 78.
La route nationale 78 (Tugimaantee 78) est une route nationale estonienne reliant Kuressaare à Veere (en). Elle mesure 47,8 km.

## Tracé
- Comté de Saare
  - Kuressaare
  - Laheküla
  - Unimäe
  - Parila
  - Tamsalu
  - Mullutu
  - Tõlli
  - Ansi
  - Karida
  - Paevere
  - Kogula (en)
  - Ulje
  - Mõnnuste
  - Arandi
  - Sõmera
  - Kärla
  - Mätasselja
  - Kirikuküla (en)
  - Kuuse
  - Üru
  - Viki
  - Varkja (en)
  - Pajumõisa (en)
  - Kihelkonna
  - Virita (en)
  - Abaja (en)
  - Oju
  - Kurevere (en)
  - Tammese
  - Kõruse
  - Sepise
  - Kalmu (en)
  - Tagamõisa
  - Vaigu
  - Veere (en)